# Campeonato Maranhense de Futebol de 1937
O Campeonato Maranhense de Futebol de 1937 foi a 17º edição da divisão principal do campeonato estadual do Maranhão. O campeão foi o Maranhão que conquistou seu 1º título na história da competição. O artilheiro do campeonato foi Elesbão, jogador do Maranhão, com 11 gols marcados.

## Premiação
| Campeonato Maranhense de 1937 |
| São Luís                      |
| ----------------------------- |
| Maranhão Campeão (1º título)  |